# Paul Collinet
Pour les articles homonymes, voir Collinet.
Paul Jean Joseph Pol Collinet, né le 2 janvier 1869 à Sedan et mort à Paris le  9 décembre 1938, est professeur de droit romain, s'intéressant à l'histoire et expert de l'Empire Romain d'Orient.

## Biographie
Paul Collinet fait ses études à la faculté de droit à l'université de Lille. En 1893, il obtient son doctorat de droit sur la saisie privée dans le Nord de le France. Il est agrégé en 1896. Il enseigne le  droit romain et l'histoire du droit à l'université de Lille de 1895 à 1919. Durant la première guerre mondiale, il s'implique dans le ravitaillement de la région de Lille occupée par les allemands. À partir de 1919, il est professeur à la faculté de droit de l'université de Paris.
Bien que de santé fragile, c'est un auteur prolifique avec des centaines de contributions sur différents sujets. Il rédige de nombreux travaux en droit romain, son objet principal d'enseignement. Mais il édite également des ouvrages d'histoire locale sur les Ardennes et l'Artois, sur le droit celtique avec Henri d'Arbois de Jubainville ou en papyrologie. Mais ses œuvres principales, encore réédités, portent sur l'Empire Romain d'Orient en particulier sur le droit sous l'empereur Justinien.
Il est également actif dans les réseaux de recherche internationaux. Il était membre de la Society of Public Teachers of Law et est cité dans les publications étrangères.
Il est décoré chevalier de la Légion d'honneur en 1923 pour ses activités durant la Première Guerre mondiale. Il est président de la Société des antiquaires de France en 1937.

## Publications principales
- 1893 La saisie privée: droit romain ("legis-actio per pignoriscapionem"), chartes et coutumes du Nord de la France, thèse pour le doctorat, Paris : L. Larose, 185 pages[8]
- 1893-1899  Sedan il y a cent ans, Publications de la Société d'études ardennaise "La Bruyère", impr. de J. Laroche, 2 tomes 206 et 177 pages[9]
- 1895 Études sur le droit celtique, cours de littérature Celtique Tomes 7 et 8   auteur principal H. d'Arbois de Jubainville[10]
- 1896 Composition sur un sujet pris dans les théories générales de la législation, faite en 7 heures, Agrégation des Facultés de droit, Paris, L. Larose, 16 pages[11]
- 1900 L'ancienne Faculté de droit de Douai (1562-1793), Lille : au siège de l'Université, 220 pages[12]
- 1901 L'Enseignement des sciences auxiliaires de l'histoire du droit, Paris : A. Chevalier-Marescq, 11 pages[13]
- 1906  Trois notes sur le Grand Coutumier de France, Nouvelle revue historique de droit français et étranger, tome XXX,, p. 210-214.
- 1912 Études historiques sur le droit de Justinien:Le caractère oriental de l’œuvre législative de Justinien et les destinées des institutions classiques en Occident, Sirey, 338 pages[14]
- 1925 Études historiques sur le droit de Justinien: Histoire de l'école de droit de Beyrouth, Sirey, 333 pages[15]
- 1928 Le Ravitaillement de la France occupée, Presses universitaires de France, 183 pages Paul Stahl[16]
- 1932 Études historiques sur le droit de Justinien: La procédure par libelle, Sirey, 547 pages[17]
- 1947 Études historiques sur le droit de Justinien: La nature des actions des interdits et des exceptions dans l'œuvre de Justinien, Sirey, 544 pages[18]
- 1952 Études historiques sur le droit de Justinien: La genèse du Digeste, du Code et des Institutes de Justinien, Sirey, 332 pages[19]
- non daté, La Papyrologie et l'histoire du droit, Sonderdruck aus Heft 19 der Münchener Beiträge zur Papyrusforschung und antiken Rechtgeschichte, 48 pages[20]